# Пресуда (приповетка)
„Пресуда” је приповетка коју је Франц Кафка написао 1912. године, а која се бави односом између човека и његовог оца.

## Радња
Млади трговац Георг Бендеман седи у својој соби и пише писмо свом драгом пријатељу у Русији, који је неколико година раније напустио свој родни град да би основао посао који, иако у почетку успешан, сада налази у застоју. Георг пише да би свом пријатељу рекао, између осталог, да се верио са Фридом Бранденфелд, девојком из добростојеће породице.
Георг прекида сањарење и одлучује да провери свог оца. Иако прилично болестан, Георгов отац делује големо. Георг обавештава оца да је управо написао писмо пријатељу у којем га обавештава о свом предстојећем браку. Његов отац доводи у питање постојање пријатеља у Русији, након чега Георг мења тему разговора. Георгов отац га оптужује да га је обмануо о пословним дешавањима. Тврди да га је смрт његове жене (Георгове мајке) погодила теже него Георга.
Георг инсистира на томе да његов отац неко време легне у кревет. Због тога, Георгов отац тврди да његов син прижељкује очеву смрт. Штавише, признаје да познаје пријатеља свог сина и, у ствари, да је с њим све време водио преписку. Тврди да је поколебао пријатељеву лојалност од Георга себи, као и да пријатељ чита очева писма, а да Грегорова баца. Он чини да се Георг осећа ужасно, сугеришући да је Георг игнорисао свог пријатеља откако се одселио у Русију. Отац не цени Георгову љубав и бригу, тврдећи да може да се брине о себи. Георг је сатеран у ћошак, уплашен свог оца и његових грубих речи.
Георгов отац га оптужује да је себичан и на крају га осуђује на „смрт дављењем”. Георг види да је изгнан из собе и почиње да трчи од своје куће до моста. Пребацује се преко ограде и пада у своју смрт.

## Контекст
Франц Кафка је написао ову приповетку са 29 година. Он је завршио студије права на Карл-Фердинандовом универзитету у Прагу пет година раније и радио је разне послове, међу којима су били запослење у осигуравајућем друштву, као и покретање фабрике азбеста са својим зетом, Карлом Херманом.
Кафка је 22. септембра 1912. написао „Пресуду”. У каснијим списима, описао је креативни излив „Пресуде” као „потпуно отварање тела и душе”, рекавши да је „прича еволуирала као истинско рођење, прљаво и слузаво.” Кафка је ово дело сматрао „једном од својих најуспешнијих и најсавршенијих књижевних креација” које је успео да напише у „полу-несвесном стању ума”. Кафка је био невероватно ентузијастичан у вези са делом и разговарао је са својим добрим пријатељом Максом Бродом, који је уредио и објавио већи део његовог опуса. „Пресуда” је објављена 1913. године у књижевном годишњаку Аркадија. Прича је била посвећена „госпођици Фелис Бауер” коју је упознао непосредно пре писања приче, а у наредним издањима једноставно „за Ф.”. Брод је у својој биографији забележио да име главног лика, Георга Бендемана, алудира на Кафку (име Франц има слова колико и Георг; Бенде звучи слично Кафки), а име веренице алудира на Фелис (имају исте иницијале; Фрида исто толико слова колико и Фелис; „Бранден” се може односити на покрајину Бранденбург око Берлина где је Фелис живела; „фелд” (поље на немачком) је повезано са „Бауер” (фармер на немачком)).
Док је Кафка водио свој посао, био је узнемирен јер је време потребно за њега ограничавало његову књижевну креативност. Овај сукоб је инспирисао лик Георга Бендемана, главног јунака „Пресуде”.

## Инспирација
Тумачења приповетке крећу се од једноставног паралелизма између живота Георга и Кафке до сложенијих погледа на сам појам пресуде. Хајнц Полицер, на пример, посматра причу као средство кроз које је Кафка истражио своје мисли о својој романси са Фелис Бауер, наводећи као доказ предстојеће бракове Георга и Кафке. Он тврди да је прекинута веза између Георга и његовог пријатеља представљала статус нежење које ће Георг, а самим тим и Кафка, ускоро морати да одбаце.
Херберт Таубер је, с друге стране, на причу гледао као на коментар сукоба два одвојена света, приказаног кроз сукоб оца и сина. Свет сина је свет „виталне егзистенције у коме владају вероватноћа и резерва”, а свет оца је свет „у коме сваки корак има непроцењиву важност јер је стављен под хоризонт апсолутног позива на пут.”
У међувремену, Расел Берман види причу као дискурс о природи пресуде уопште, препознајући њен приказ у причи као слаб и нелогичан, али истовремено неопходан. Он такође жали на такво стање у друштву као што је сугерисано у причи које би подстакло деградиране облике писања и, што је још страшније, неговало екстремну спремност да се повинује наредбама без бриге о последицама. Берман додатно истиче да је Георгова потреба да рационализује зашто не жели да позове отуђеног пријатеља на своје венчање резултат забринутости коју је занемарио, али ипак опстаје. Он каже да Кафка дели ову методологију истраживања људске психе анализирајући мотивацију иза акција и мисли са чувеним мислиоцима Фридрихом Ничеом и Зигмундом Фројдом.
У причи, прогнани пријатељ у Русији има значајну моћ над другим ликовима — Георгом, његовим оцем и његовом вереницом Фридом. Кафка је у својим дневницима писао да је пријатељ најјача веза између Георга и његовог оца, јер управо кроз ту везу његов отац може поново да се потврди као paterfamilias и непријатељ свог сина, као и да Георг може да га покорно прихвати као таквог. Кафка даље тврди да вереница постоји, у тангенцијалном смислу, само због везе оца и сина коју ствара пријатељево изгнанство.